# Amphiscepa subpellucida
Amphiscepa subpellucida är en insektsart som beskrevs av Fowler 1904. Amphiscepa subpellucida ingår i släktet Amphiscepa och familjen sköldstritar. Inga underarter finns listade i Catalogue of Life.